# Time II (Timeov album)
Time II drugi je LP album zagrebačkog rock sastav Time, koji izlazi 1975.g. Dado Topić je izbjegavao služenje vojne obaveze, zbog čega završava u odgojnoj ustanovi gdje piše novi materijal za album Time II. Album snima zajedno s Tihomirom Popom Asanovićem, Ratkom Divjakom i Dragim Jelićem iz "YU grupe" koji je u to vrijeme u Ljubljani boravio na odsluženju vojnoga roka. Dado Topić je svirao bas-gitaru, a na ploči su se našli trominutni hitovi "Alfa Romeo GTA", "Dok ja i moj miš sviramo Jazz", inspirirana zatočeništvom "Živjeti slobodno", balade "Da li znaš da te volim", "Divlje guske" i "Balada o 2000" za koju je glazbu napisao Alberto Krasnići. Album objavljuje diskografska kuća "PGP RTB", a producent materijala je Vladimir Mihaljek Miha.

## Popis pjesama

### A-strana
1. "Divlje guske"
  - tekst - Desanka Maksimović
2. "Balada o 2000"
  - tekst, aranžman - Dado Topić
  - glazba - Alberto Krasnić
3. "Da li znaš da te volim"

### B-strana
1. "Alfa Romeo GTA"
2. "Dok ja i moj miš sviramo jazz"
3. "Živjeti slobodno"

## Produkcija
- Aranžer - Dečo Žgur
- Dizajn - Dragan S. Stefanović
- Fotografija - Goran Mulahusić
- Producent - Vladimir Mihaljek
- tekst - Dado Topić (skladbe: A1, A3 i B3)

## Vanjske poveznice
- timetheband.com  Arhivirana inačica izvorne stranice od 16. rujna 2015. (Wayback Machine) - Službene stranice sastava
- discogs.com - Time (album)